# Gaillon-sur-Montcient
Gaillon-sur-Montcient és un municipi francès, situat al departament d'Yvelines i a la regió de Illa de França. L'any 2007 tenia 673 habitants.
Forma part del Cantó de Les Mureaux, del districte de Rambouillet i de la Comunitat urbana Grand Paris Seine et Oise.

## Demografia

### Població
El 2007 la població de fet de Gaillon-sur-Montcient era de 673 persones. Hi havia 258 famílies, de les quals 68 eren unipersonals (52 homes vivint sols i 16 dones vivint soles), 83 parelles sense fills, 99 parelles amb fills i 8 famílies monoparentals amb fills.
La població ha evolucionat segons el següent gràfic:
Habitants censats

### Habitatges
El 2007 hi havia 287 habitatges, 265 eren l'habitatge principal de la família, 6 eren segones residències i 16 estaven desocupats. 245 eren cases i 43 eren apartaments. Dels 265 habitatges principals, 202 estaven ocupats pels seus propietaris, 53 estaven llogats i ocupats pels llogaters i 10 estaven cedits a títol gratuït; 10 tenien una cambra, 22 en tenien dues, 29 en tenien tres, 51 en tenien quatre i 155 en tenien cinc o més. 228 habitatges disposaven pel capbaix d'una plaça de pàrquing. A 120 habitatges hi havia un automòbil i a 140 n'hi havia dos o més.

### Piràmide de població
La piràmide de població per edats i sexe el 2009 era:
| Homes | Edats   | Dones |
| ----- | ------- | ----- |
| 0     | 95 o +  | 0     |
| 0     | 90 a 94 | 0     |
| 0     | 85 a 89 | 0     |
| 0     | 80 a 84 | 4     |
| 0     | 75 a 79 | 0     |
| 8     | 70 a 74 | 8     |
| 16    | 65 a 69 | 20    |
| 20    | 60 a 64 | 16    |
| 20    | 55 a 59 | 4     |
| 36    | 50 a 54 | 40    |
| 32    | 45 a 49 | 32    |
| 36    | 40 a 44 | 28    |
| 16    | 35 a 39 | 40    |
| 20    | 30 a 34 | 16    |
| 16    | 25 a 29 | 12    |
| 28    | 20 a 24 | 20    |
| 40    | 15 a 19 | 24    |
| 40    | 10 a 14 | 40    |
| 12    | 5 a 9   | 16    |
| 4     | 0 a 4   | 12    |

## Economia
El 2007 la població en edat de treballar era de 480 persones, 372 eren actives i 108 eren inactives. De les 372 persones actives 346 estaven ocupades (182 homes i 164 dones) i 26 estaven aturades (13 homes i 13 dones). De les 108 persones inactives 42 estaven jubilades, 52 estaven estudiant i 14 estaven classificades com a «altres inactius».

### Ingressos
El 2009 a Gaillon-sur-Montcient hi havia 261 unitats fiscals que integraven 688,5 persones, la mediana anual d'ingressos fiscals per persona era de 25.271 €.

### Activitats econòmiques
Dels 28 establiments que hi havia el 2007, 1 era d'una empresa extractiva, 1 d'una empresa alimentària, 1 d'una empresa de fabricació d'altres productes industrials, 7 d'empreses de construcció, 4 d'empreses de comerç i reparació d'automòbils, 2 d'empreses d'informació i comunicació, 2 d'empreses immobiliàries, 6 d'empreses de serveis i 4 d'empreses classificades com a «altres activitats de serveis».
Dels 10 establiments de servei als particulars que hi havia el 2009, 3 eren guixaires pintors, 2 fusteries, 1 lampisteria, 2 agències immobiliàries i 2 salons de bellesa.
L'únic establiment comercial que hi havia el 2009 era una botiga de material esportiu.
L'any 2000 a Gaillon-sur-Montcient hi havia 6 explotacions agrícoles.

## Equipaments sanitaris i escolars
El 2009 hi havia una escola elemental. Gaillon-sur-Montcient disposava d'un col·legi d'educació secundària amb 418 alumnes.

## Poblacions més properes
El següent diagrama mostra les poblacions més properes.